# HSC Leu 06 Braunschweig
HSC Leu 06 Braunschweig is een Duitse sportclub uit Braunschweig en werd in 1906 opgericht. De club is actief in voetbal voor heren, dames en jeugd en biedt ook turnen voor kinderen aan.

## Geschiedenis
De club werd op 24 mei 1906 opgericht. Leu trad voor het eerst op het voorplan toen ze in 1924 promoveerden naar de competitie van Zuid-Hannover-Braunschweig, een van de hoogste klassen van de Noord-Duitse voetbalbond. De club eindigde meestal in de middenmoot. Na een derde plaats in 1930/31 plaats de club zich voor het eerst voor de Noord-Duitse eindronde, waarin de club met 10-4 verloor van Kieler SV Holstein.
Na de competitiehervorming van 1933 zakte de club weg naar de lagere klassen en slaagde er nooit meer in om terug te keren naar het hoogste niveau. Na vele jaren in de anonimiteit trad de club opnieuw in de schijnwerpers toen ze in 1969 promoveerden naar de Regionalliga Nord, een van de toenmalige tweede klassen. Na drie jaar op rij telkens beter te presteren als het voorgaande seizoen degradeerde de club in 1973 als laatste uit de Regionalliga.
De club wisselde al vaak van stadion en nam in 1979 zijn vaste intrek in Heidberg, een stadsdeel van Braunschweig en voegde daardoor een H toe aan zijn naam. Leu zakte inmiddels weg naar de laagste regionen van het Duitse voetbal.